# Nephodia ochrea
Nephodia ochrea là một loài bướm đêm trong họ Geometridae.